# Żleb między Kopy

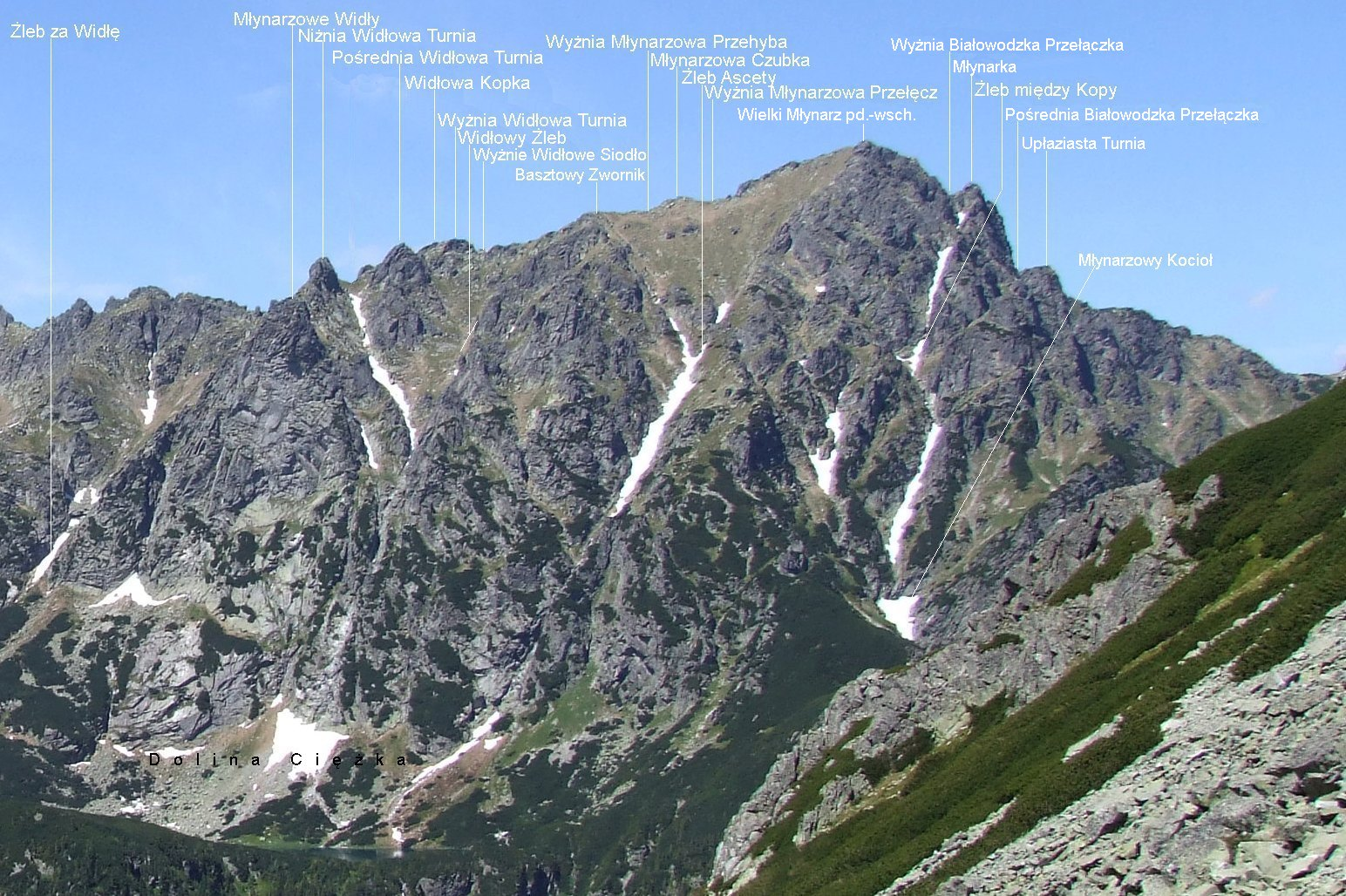
Widok z Doliny Litworowej

Żleb między Kopy (słow. Žľab medzi kopami, ok. 1970 m) – żleb w masywie Młynarza w słowackich Tatrach Wysokich. Znajduje się na jego południowo-wschodnich stokach opadających do Doliny Białej Wody. Stanowi lewą (patrząc od dołu) odnogę Białowodzkiego Koryta. Drugą odnogą jest Białowodzki Żleb. Odgałęziają się w trawiastym kociołku.
Prawe (patrząc od dołu) ograniczenie Żlebu między Kopy tworzy południowo-wschodnia grzęda Wielkiego Młynarza, od jego szczytu po Niżnie Młynarzowe Siodło, grań Młynarki i Wyżnia Młynarzowa Kopa. Dolna część Żlebu między Kopy ma szerokość około 30 m i wypełnia ją osuwający się piarg. Około 100 m powyżej kociołka, w którym rozgałęziają się żleby, w korycie Żlebu między Kopy znajdują się wielkie zaklinowane głazy tworzące dwa prożki, a kilkadziesiąt metrów wyżej pionowy próg o wysokości około 30 m. Próg ten od góry nakryty jest wielkim głazem. Spływająca żlebem woda tworzy na progu wodospad, a zimą pionowy lodospad. Powyżej progu żleb wcina się w skały, staje się bardzo ciasny, jego boczne ściany są urwiste, a na dnie występują progi o wysokości około 10 m. Powyżej tej kominowatej części żlebu znajduje się Młynarzowy Kocioł, a powyżej kotła strome ściany tworzące półkole. Przecięte są czterema żlebkami. Są to ujścia czterech bocznych żlebów. Jeden z nich powstał niedawno w wyniku obrywu, trzy pozostałe, starsze, opadają z Młynarzowej Ławki. Najgłębszy jest prawy z nich, obrywający się do Młynarzowego Kotła progiem o wysokości 25 m.
Żleb Między Kopy sięga aż po szczyt Wielkiego Młynarza. Łączna różnica jego wysokości do dna Doliny Białej Wody (wraz z Białowodzkim Korytem) wynosi 850 m. Autorem nazwy żlebu jest Władysław Cywiński.